# Global Combat Air Programme
Il Global Combat Air Programme (GCAP) è un progetto multinazionale (Giappone, Italia, Regno Unito) di caccia multiruolo stealth, di sesta generazione, frutto dell'unione del progetto anglo-italiano "Tempest" e del progetto nipponico "F-X" per le rispettive aeronautiche dei tre paesi: l'Aeronautica Militare italiana, la Kōkū Jieitai giapponese e la Royal Air Force del Regno Unito. 
Il progetto nasce ufficialmente il 9 dicembre 2022 con un comunicato congiunto dei governi dei tre paesi coinvolti. Il risultato del programma GCAP sostituirà nel 2035 (con primo volo nel 2028) l'Eurofighter Typhoon nelle forze armate dell'Italia e del Regno Unito, e il Mitsubishi F-2 nelle forze di autodifesa giapponesi. L'aereo sarà destinato anche all'esportazione.

## Contesto
Il GCAP è l'unione di altri due progetti, inizialmente indipendenti, nati separatamente in Europa e Giappone: il "Tempest" e l'F-X. La firma dell'accordo è avvenuta il 9 dicembre 2022, e si prevede che la produzione inizierà approssimativamente nel 2030, con il primo volo già nel 2028 e il primo aereo schierato nel 2035.

### Team Tempest
Il "Tempest" era un progetto nato da una collaborazione fra Italia e Regno Unito, più la Svezia. Venne proposto nel 2018 dalla BAE Systems alla Royal Air Force, due anni dopo si aggiunse, come partner principale, l'Italia: con Leonardo SpA, Avio Aero, MBDA Italy ed Elettronica SpA, per Aeronautica militare e la Svezia con SAAB e GNK per la Svenska flygvapnet. Nel 2022 il Tempest confluisce nel progetto GCAP. La Svezia esce dal programma. 

### F-X
All'inizio del febbraio 2019, il Ministero della Difesa giapponese annunciò e avviò il programma Future Fighter: il primo caccia stealth interamente sviluppato in Giappone. Nasce così il primo "concetto" chiamato i3 Fighter (acronimo di: Informed, Intelligent, Instantaneous) ma non venne mai sviluppato. Parallelamente la Mitsubishi Heavy Industries stava portando avanti il proprio studio sull'aereo sperimentale Mitsubishi ATD-X. Il prototipo attirò su di sé l'attenzione del Ministero della Difesa che lo scelse come base di partenza del progetto Future Fighter. Nel 2020 nasce il programma Mitsubishi F-X.
Nel 2022 l'F-X confluisce nel progetto GCAP, diventando così uno sforzo di cooperazione multinazionale.

### Evoluzione del progetto e possibili adesioni di altri Stati
Il 14 dicembre 2023, un anno dopo l'accordo iniziale, si è firmato a Tokyo il trattato internazionale per lo sviluppo dell'aereo.
Questo trattato prevede la creazione del GIGO (GCAP International Government Organisation) e di una joint venture trinazionale: la Edgewing con sede legale e fiscale a Reading, nel Regno Unito, il CEO giapponese e il leader commerciale italiano. Leonardo S.p.A., inoltre, è il prime contractor..  Prima di questa decisione definitiva altri stati si erano dimostrati interessati all'accordo.
Nell'agosto del 2023, l'Arabia Saudita si era dimostrata interessata ad aderire al programma: Regno Unito e Italia concordavano, ma il Giappone si  oppose. Il 15 settembre, l'amministratore delegato di Leonardo S.p.a., Roberto Cingolani, durante una conferenza di Confindustria, a Roma, affermò che l'Arabia Saudita non sarebbe diventata un partner principale del GCAP, dichiarando "Il programma è un accordo fra Regno Unito, Giappone ed Italia".
Nel novembre del 2023, alcune speculazioni davano la Germania come interessata ad abbandonare il proprio progetto SCAF e ad aderire al GCAP, per via di vicissitudini negative con l'altro partner del progetto, la Francia e le difficoltà interne legate agli F-35 statunitensi. Tuttavia, un mese dopo, l'accordo avvenuto a Tokyo ha escluso ogni possibilità di vedere la Germania fra gli stati membri.
Anche la Svezia, a ridosso della firma di Tokyo, ha definitivamente smentito la propria partecipazione al progetto dichiarando che non era più nei piani nazionali pensare a un nuovo velivolo e che la decisione sarebbe stata rimandata a dopo il 2031 (il governo svedese aveva già preso le distanze un anno prima, per divergenze con Regno Unito e Italia).
La Joint Venture e l'organizzazione sono state fondate rispettivamente il 20 giugno e il 7 luglio 2025.

## Il velivolo
Il velivolo porterà con sé le caratteristiche sviluppate nei progetti Tempest e F-X, e quelle future derivate dal nuovo accordo fra le parti. 
Leonardo S.p.A., che si occuperà, tra le altre cose, dell'elettronica, definisce l'aereo non più come di interesse aeronautico, ma aerospaziale, in grado di dominare aria, terra, mare, spazio e cyber-sicurezza e potrà fungere da piattaforma mobile connessa con altri sistemi periferici (basi spaziali, navicelle spaziali, satelliti e sciami di droni), grazie all'intelligenza artificiale. Il velivolo stesso potrà essere pilotato da remoto o avere una guida autonoma. Il sistema, inoltre, sarà connesso a un cloud in grado di comunicare, trasferire e scaricare grandi quantità di dati ad altissima velocità.

## Produzione e progettazione
Il programma è concepito come un partenariato paritario fra i Paesi membri, Giappone, Italia e Regno Unito.
Le aziende principali coinvolte sono:
- BAE Systems per lo sviluppo e progettazione del velivolo e la produzione della cabina di pilotaggio;
- Leonardo S.p.A. per lo sviluppo, la progettazione e la produzione di parti del velivolo, lo sviluppo e la progettazione dell'elettronica;
- Mitsubishi HI per lo sviluppo e progettazione del velivolo e produzione di sue parti.

Partner principali:
- Elettronica S.p.A. per lo sviluppo, la progettazione e produzione dei sistemi di guerra elettronica;
- MBDA Italy per la produzione degli armamenti;
- Rolls-Royce per lo sviluppo e progettazione dei motori.

### Assemblaggio
Leonardo S.p.A. è il prime contractor:
- produzione nel Regno Unito per la RAF: BAE Systems è appaltatore principale e si occuperà dell'assemblaggio del velivolo, Leonardo (divisione UK) produrrà l'elettronica, Rolls Royce assemblerà i motori;
- produzione in Italia per l'Aeronautica Militare: Leonardo S.p.A. è appaltatore principale e si occuperà dell'assemblaggio del velivolo e produrrà l'elettronica, mentre Avio Aero assemblerà i motori;
- produzione in Giappone per la JASDF: Mitsubishi Heavy Industries è l'appaltatore principale dell'assemblaggio del velivolo, con IHI Corporation che si occuperà dei motori e Mitsubishi Electric dell'elettronica.

### Personale e realtà coinvolte
- Italia: sono disponibili solo i dati relativi alla società Leonardo S.p.A.

Oltre 750 ingegneri di Leonardo S.p.A. sono coinvolti nei settori di aeronautica, elettronica, meccanica, gestionale, informatica e sistemistica. Inoltre il 50% dei dottorati che Leonardo ha attivato nelle principali università italiane contribuiranno al programma. Il GCAP, inoltre, richiederà altri 400 ingegneri aggiuntivi nei primi due anni di sviluppo (2023-2024) ed altri negli anni successivi.
- Altri paesi: dati non disponibili

## Utilizzo
Gli utilizzatori principali saranno:
- Italia - AM (Aeronautica Militare)
- Giappone - JASDF (Kōkū Jieitai)
- Regno Unito - RAF (Royal Air Force)

L'aereo è comunque destinato anche all'esportazione.

## Progetti simili
Gli Stati Uniti stanno lavorando a una sesta generazione di aeromobili da combattimento, con il progetto Collaborative combat aircraft (CCA) che comprende i velivoli Next Generation Air Dominance (NGAD) per l'aeronautica e l'F/A-XX per la marina.
Anche altre nazioni europee (Francia, Germania e Spagna) stanno lavorando congiuntamente a un programma simile: il Future Combat Air System (SCAF).
La Russia, sta sviluppando il Mikoyan PAK DP, un caccia di 6ª generazione, anch'esso atteso per la metà degli anni trenta del XXI secolo.